# Slipping Away (canción de The Rolling Stones)
«Slipping Away» —en español: «Esfumándose»— es una canción de la banda británica de rock The Rolling Stones presentada en su álbum Steel Wheels. Es cantada por el guitarrista Keith Richards.

## Historia
Acreditada a Richards y Mick Jagger, «Slipping Away» es una balada lenta, una estilo que Richards abrazaría en los álbumes posteriores de los Stones. Se grabó en los Estudios Air de Montserrat entre marzo y junio de 1989. Fue producida por The Glimmer Twins junto con Chris Kimsey.
La canción presenta a Richards cantando, él y Ron Wood interpretando las guitarras eléctricas. Bill Wyman proporcionando el bajo prominente mientras que Charlie Watts toca la batería. El órgano y el piano son interpretados por Chuck Leavell y el piano eléctrico por Matt Clifford. Los vientos de la canción fueron proporcionados por The Kick Horns. Los coros son interpretados por Richards, Jagger, Bernard Fowler, Sarah Dash y Lisa Fischer.
Richards grabó una versión acústica revisada para el álbum en vivo Stripped de 1995. El guitarrista dijo sobre la pista en aquel entonces: "Se encontraba al final de Steel Wheels. Nos dimos cuenta del potencial que todavía tenía, y la banda y especialmente los chicos de los vientos me dijeron: "¡Tienes que hacerla!" Así que de alguna manera, estuve de acuerdo en hacerlo a punta de pistola. Pero cuando me metí en ello, me gustó mucho cantar esa canción. Tiene algo de profundidad."
Los Stones han tocado desde entonces «Slipping Away» durante el Voodoo Lounge Tour, Licks Tour, A Bigger Bang Tour, en la gira 14 On Fire junto con el guitarrista Mick Taylor como invitado especial, durante el Zip Code Tour y el América Latina Olé Tour.

## Personal
Acreditados:
- Keith Richards: voz, guitarra acústica, guitarra eléctrica, coros.
- Mick Jagger: coros.
- Charlie Watts: batería.
- Bill Wyman: bajo .
- Ron Wood: guitarra eléctrica.
- Bernard Fowler: coros.
- Sarah Dash: coros.
- Lisa Fischer: coros.
- Chuck Leavell: órgano, piano.
- Matt Clifford: piano eléctrico, arreglo de cuerdas.
- The Kick Horns: vientos.